# 范冬萍
范冬萍（1965年—），广东英德人，汉族，中华人民共和国政治人物、第十二届全国人民代表大会广东地区代表。
毕业于华南师范大学哲学管理学研究所科学技术哲学专业。加入中国共产党。2013年，担任全国人大代表。